# カマハシ属
カマハシ属（かまはしぞく、学名 Rhinopomastus）は、サイチョウ目モリヤツガシラ科の1属である。
嘴が細く、鎌状に下に曲がっていることから、「鎌嘴」の名がある。英語のScimitarbill もシミター（曲刀） + ビル（嘴）である。
アフリカに生息する。

## 分類
モリヤツガシラ科にモリヤツガシラ属と共に属す。ただし、1属でカマハシ科 Rhinopomastidae とする説もある
Sibley分類では、1属でカマハシ科に分類され、モリヤツガシラ下目にモリヤツガシラ科（モリヤツガシラ属のみ）と共に属していた。

## 種
3種が属す。
- クロモリヤツガシラ Black Scimitarbill Rhinopomastus aterrimus
- ミナミカマハシ Common Scimitarbill Rhinopomastus cyanomelas
- キバシカマハシ Abyssinian Scimitarbill Rhinopomastus minor